# Источник света
Источник света — любой объект, излучающий электромагнитную энергию в видимой области спектра. По своей природе подразделяются на искусственные и естественные.
Согласно принципу Гюйгенса-Френеля источники света по механизму распространения волны подразделяются на первичные (искусственные и естественные) и вторичные (отраженные). 
В физике идеализированы моделями точечных и непрерывных источников света.

## Возникновение света
Хорошо известно, что при нагревании до определённых температур вещества начинают излучать свет: будь то вольфрамовый волосок в электрической лампочке или наше небесное светило, температура на поверхности которого составляет около шести тысяч градусов Цельсия.
Учёными было установлено, что энергия атомов носит дискретный характер и изменяется определёнными скачками, свойственными для каждого атома. Эти установленные возможные значения энергий атомов получили названия энергетических или квантовых уровней. Электроны, находясь на одном из высших энергетических уровней, самопроизвольно переходят на более низшие через промежуток времени порядка 10−8 секунды. При этом самопроизвольный переход из низшего состояния в любое другое невозможен. Этот уровень называется основным, в то время, как остальные — возбуждёнными. В нормальных условиях все атомы находятся в своих основных энергетических состояниях. Для того, чтобы возбудить атом, ему необходимо сообщить некоторую энергию, причём для каждого атома существует определённая наименьшая порция энергии, переводящая из основного состояния в возбуждённое (так для водорода эта величина равна 10,1 эВ — это расстояние между его первым и вторым энергетическими уровнями).
При переходе из более высоких состояний в более низкие испускается порция энергии — фотон. Согласно формуле Планка испускаемая энергия рассчитывается так:
где h — постоянная Планка, а νnm — частота фотона при переходе из уровня n на уровень m (n>m), которую можно рассчитать через энергии этих уровней: {\displaystyle \nu _{nm}={\frac {E_{n}-E_{m}}{h}}}
С ростом температуры тела излучение дополняется всё более высокими частотами. Таким образом, излучение тела, нагретого до нескольких тысяч градусов, будет представлять сплошной спектр: от инфракрасного до ультрафиолетового.

## Интенсивность света
Любой источник света характеризуется своей интенсивностью — средним по времени значением величины вектора Пойнтинга:
Таким образом, интенсивность пропорциональна квадрату амплитуды колебаний электромагнитного поля:
{\displaystyle I\sim E_{0}^{2}\sim B_{0}^{2}}
Через значение напряжённости электрического поля её можно выразить следующим образом:
где {\displaystyle \varepsilon _{0}} — диэлектрическая постоянная, {\displaystyle c={\frac {1}{\sqrt {\varepsilon _{0}\mu _{0}}}}} — электродинамическая постоянная (скорость света в вакууме), {\displaystyle {\sqrt {\varepsilon \mu }}} — показатель преломления среды, {\displaystyle \mu } — магнитная проницаемость вещества, {\displaystyle \varepsilon } — диэлектрическая проницаемость вещества.
Оперируя понятием среднего по времени значения величины вектора Пойнтинга, обычно подразумевают, что усреднение проводится либо по бесконечному промежутку времени, либо по интервалу существенно превышающему характерное время изменения напряжённости электрического поля. Однако, при регистрации интенсивности время усреднения определяется временем интегрирования фотоприемника, а для устройств, работающих в режиме накопления сигнала (фотокамеры, фотоплёнка и т. п.), временем экспозиции. Поэтому приемники излучения оптического диапазона реагируют на среднее значение потока энергии лишь в некотором интервале. То есть сигнал с фотоприемника пропорционален:
{\displaystyle {\frac {\mathrm {c} }{4\pi }}\langle E^{2}\rangle _{\tau }}
Так как в большинстве случаев физической оптики, например в задачах связанных с интерференцией и дифракцией света, исследуется в основном пространственное положение максимумов и минимумов и их относительная интенсивность, постоянные множители, не зависящие от пространственных координат, часто не учитываются. По этой причине часто полагают:
{\displaystyle \mathbf {} I=\langle E^{2}\rangle _{\tau }}

## Моделирование источников света в виртуальных пространствах
В приложениях компьютерной графики реального времени, например в компьютерных играх, выделяют три основных вида источников света:
- Точечные источники света
- Бесконечно удалённые (направленные) источники света
- Прожекторы

Они лишь приближённо описывают свои аналоги в физическом мире, тем не менее в сочетании с качественными моделями затенения, например затенением по Фонгу они позволяют создавать вполне реалистичные изображения.